# Combin de Boveire
Il Combin de Boveire (3.663 m s.l.m.) è una montagna del Gruppo del Grand Combin nelle Alpi Pennine. Si trova nel Canton Vallese.

## Caratteristiche
La montagna si trova tra il Ghiacciaio di Corbassière ed il Ghiacciaio di Boveire.